# Tõstamaa (plaats)
Tõstamaa (Duits: Testama) is een plaats in de Estlandse provincie Pärnumaa, behorend tot de gemeente Pärnu. De plaats heeft de status van vlek (Estisch: alevik). Tot 1 november 2017 was ze de hoofdplaats van de landgemeente Tõstamaa (Estisch: Tõstamaa vald). Op die dag werd Tõstamaa bij de gemeente Pärnu gevoegd.
Ten noorden van Tõstamaa ligt het Ermistu järv, het grootste meer van West-Estland (480 ha).

## Bevolking
De plaats had 483 inwoners op 31 december 2011 en 482 inwoners op 31 december 2021.

## Geschiedenis
Tõstamaa werd voor het eerst genoemd in 1553 als landgoed, behorend tot de bezittingen van de bisschop van Saare-Lääne. Na de Lijflandse Oorlog (1558-1583) kwam het in particuliere handen. In de 17e eeuw kwam het in het bezit van de familie von Helmersen, die in 1804 een landhuis liet bouwen.
In 1831 werd de familie Staël von Holstein eigenaar van het landgoed. In de jaren 1875-1877 liet de familie het landhuis compleet herbouwen. De oriëntalist Alexander von Staël-Holstein werd in 1877 op het landgoed geboren. Hij was de laatste eigenaar toen het landgoed in 1919 door het onafhankelijk geworden Estland werd onteigend. Sinds 1921 is het landhuis in gebruik als school. Tussen 1996 en 2004 is het gebouw gerestaureerd. In het landhuis is ook een klein museum ingericht met onder andere een permanente tentoonstelling over het werk van Nikolaj Rjorich.
De kerk van Tõstamaa, gewijd aan Maria, is gebouwd in de jaren 1763-1768 ter vervanging van een eerdere houten kerk. Omdat de kerk op slappe bodem staat, zijn de muren extra verstevigd. In januari 1972 stortte toch het westelijke deel van de kerk, inclusief de toren, in als gevolg van graafwerkzaamheden voor de aanleg van een leiding. Ook het orgel werd daarbij vernield. In 1983 begonnen de herstelwerkzaamheden, die waren afgerond in 2000, in 2001 voor de toren. De torenspits is niet meer teruggezet.
De nederzetting op het landgoed begon te groeien op het eind van de 19e eeuw. In 1977 kreeg Tõstamaa de status van vlek (alevik). Daarbij werden de buurdorpen Araka en Nurmiste bij Tõstamaa gevoegd.

## Foto's

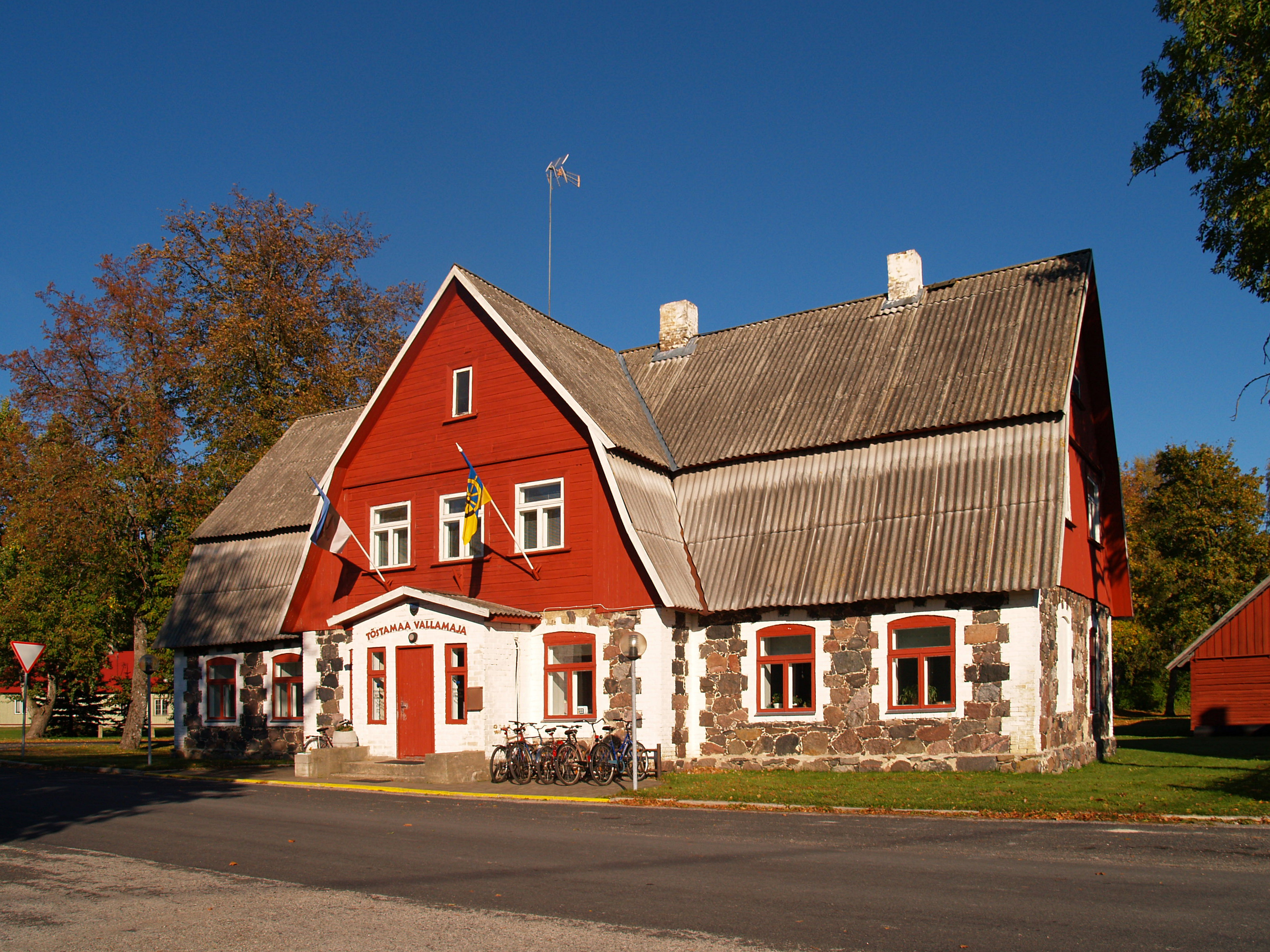
Het voormalige gemeentehuis
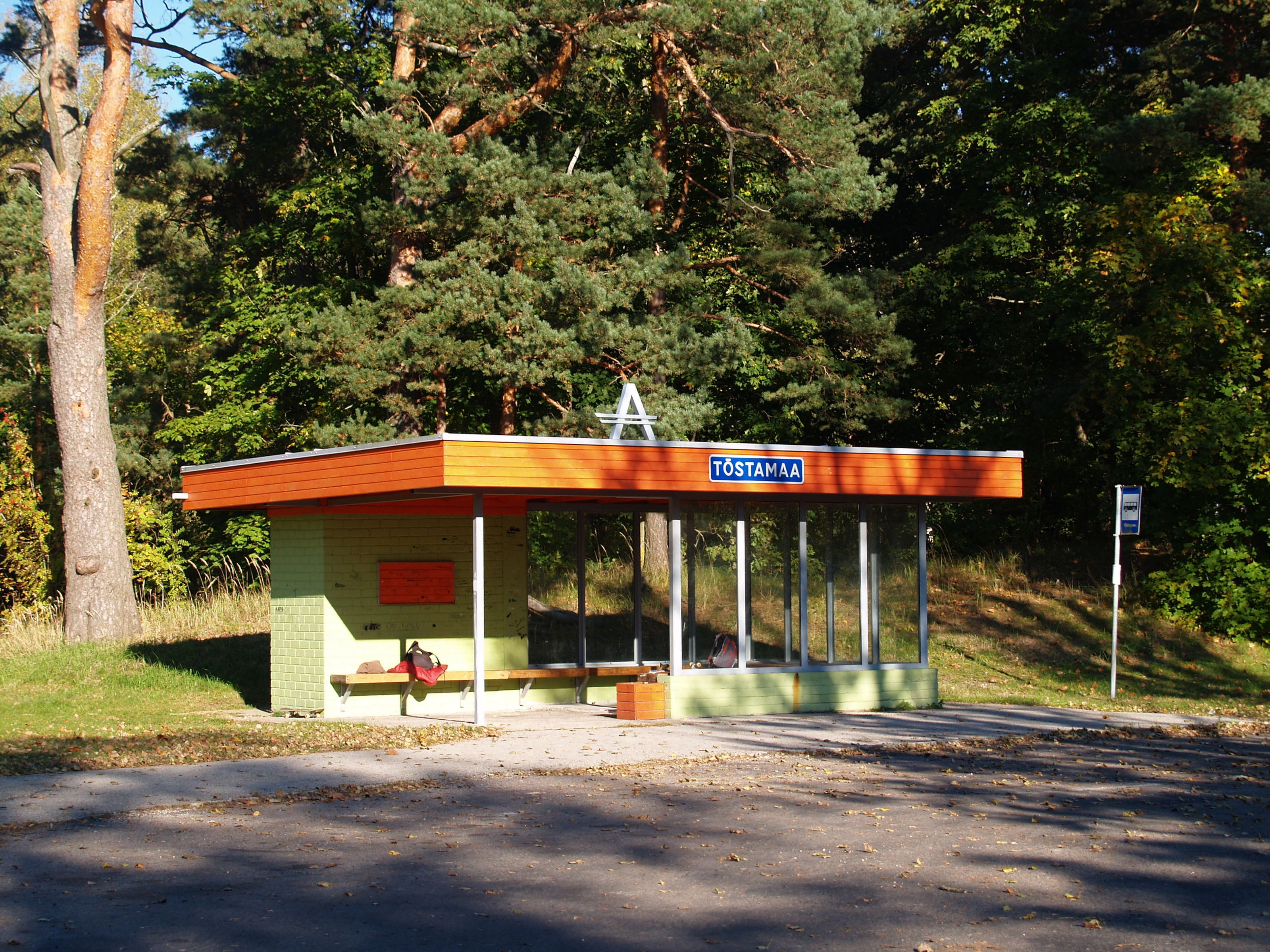
Bushalte
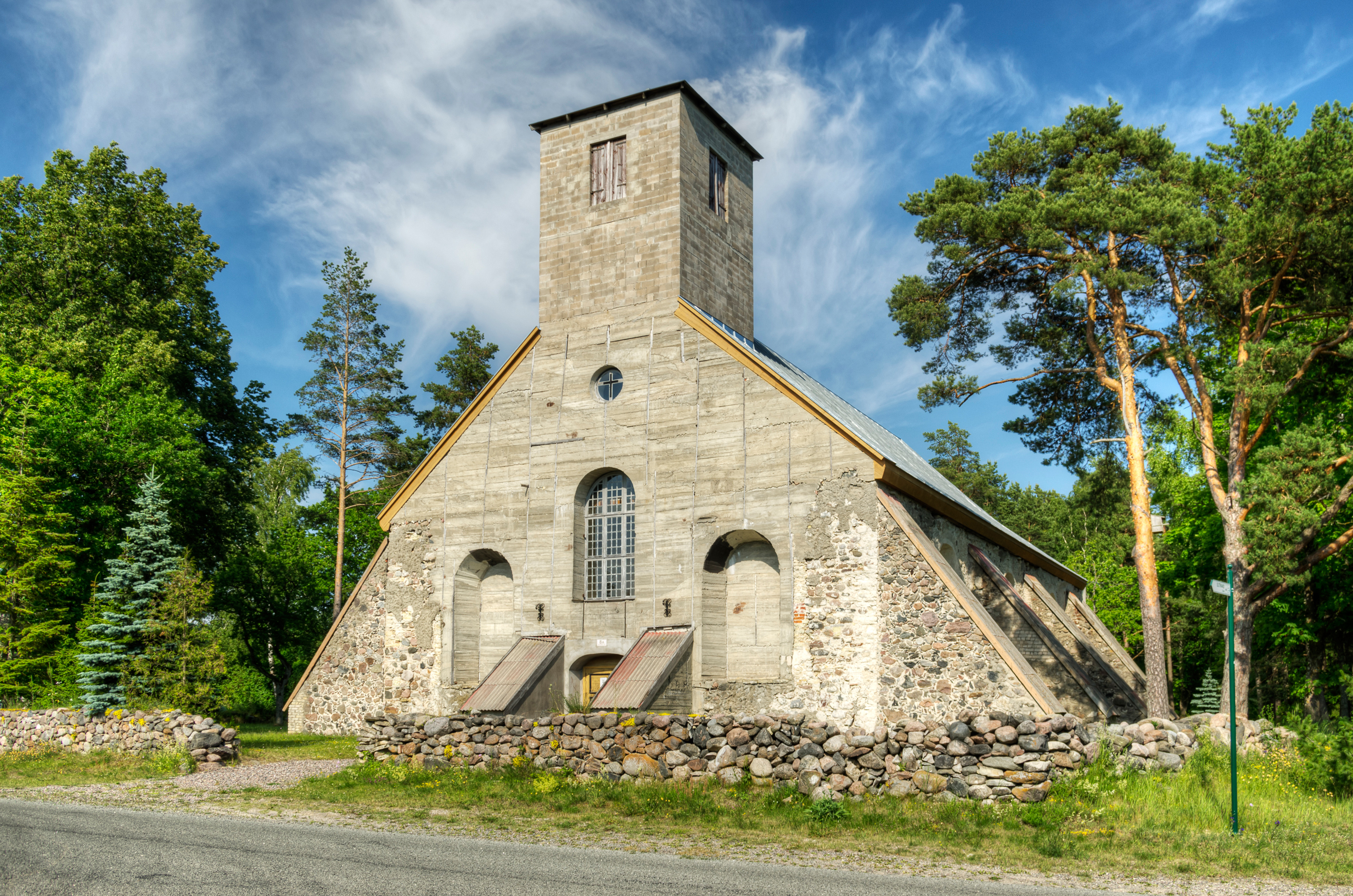
De kerk
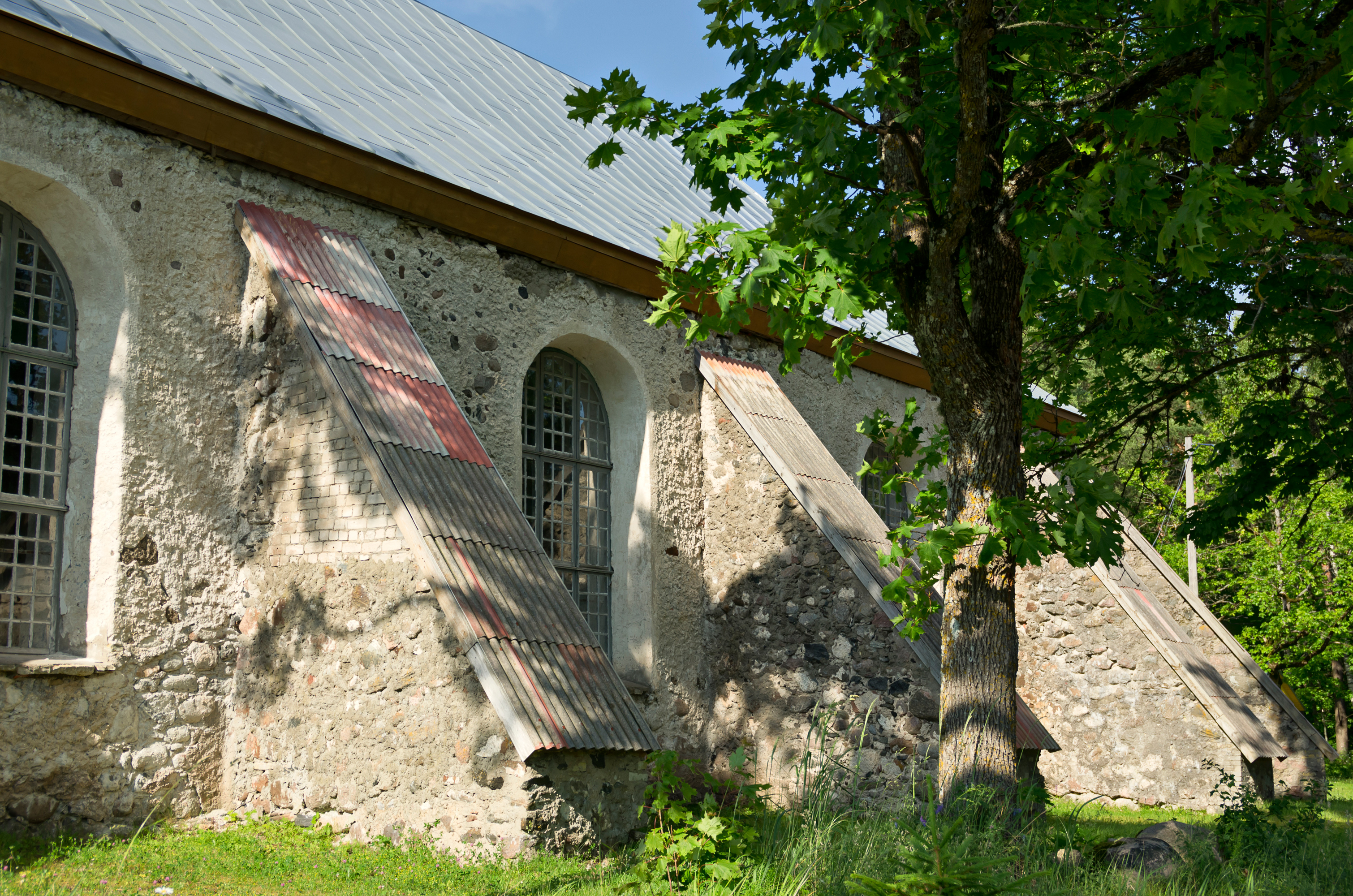
De kerk, zij-aanzicht
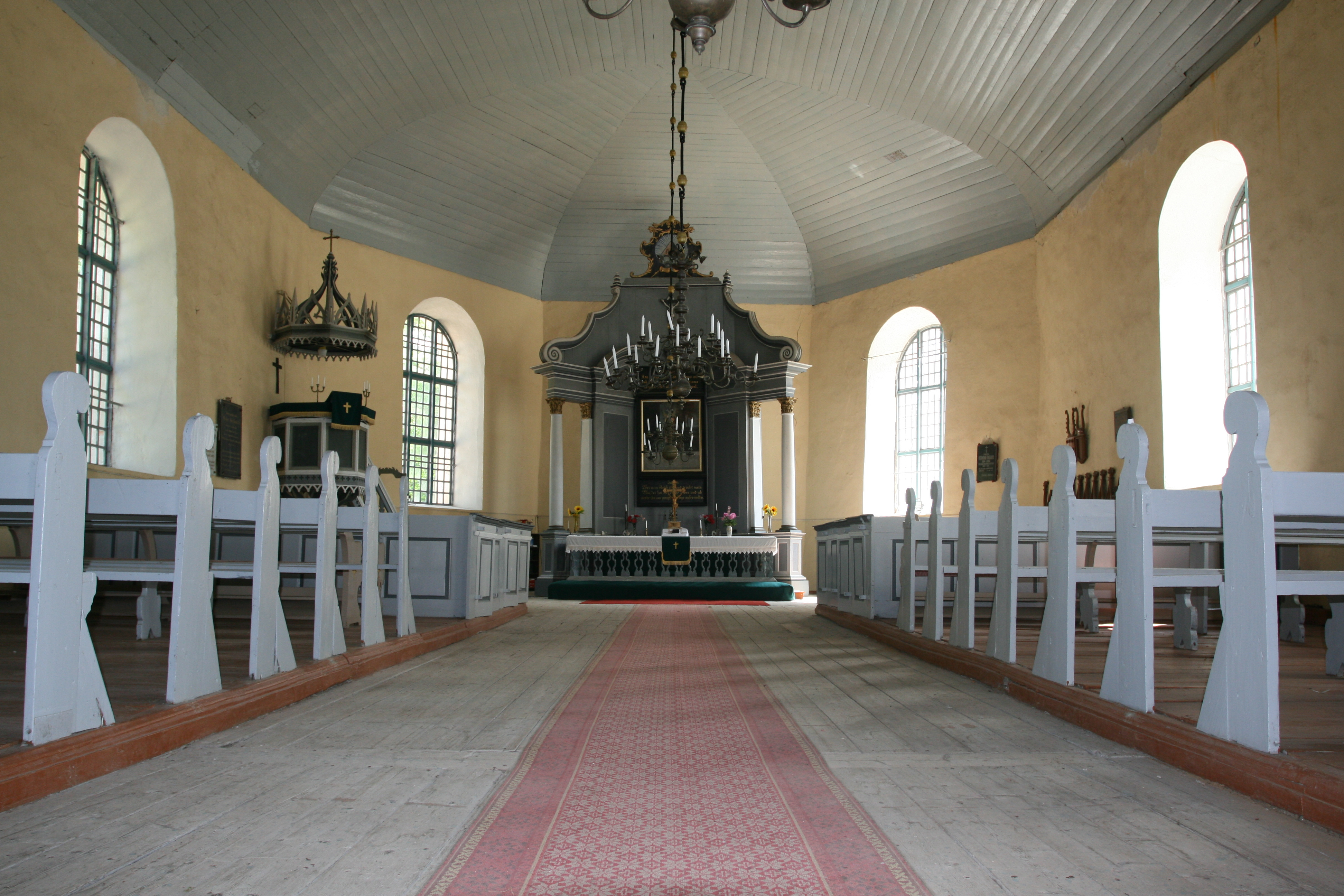
Interieur
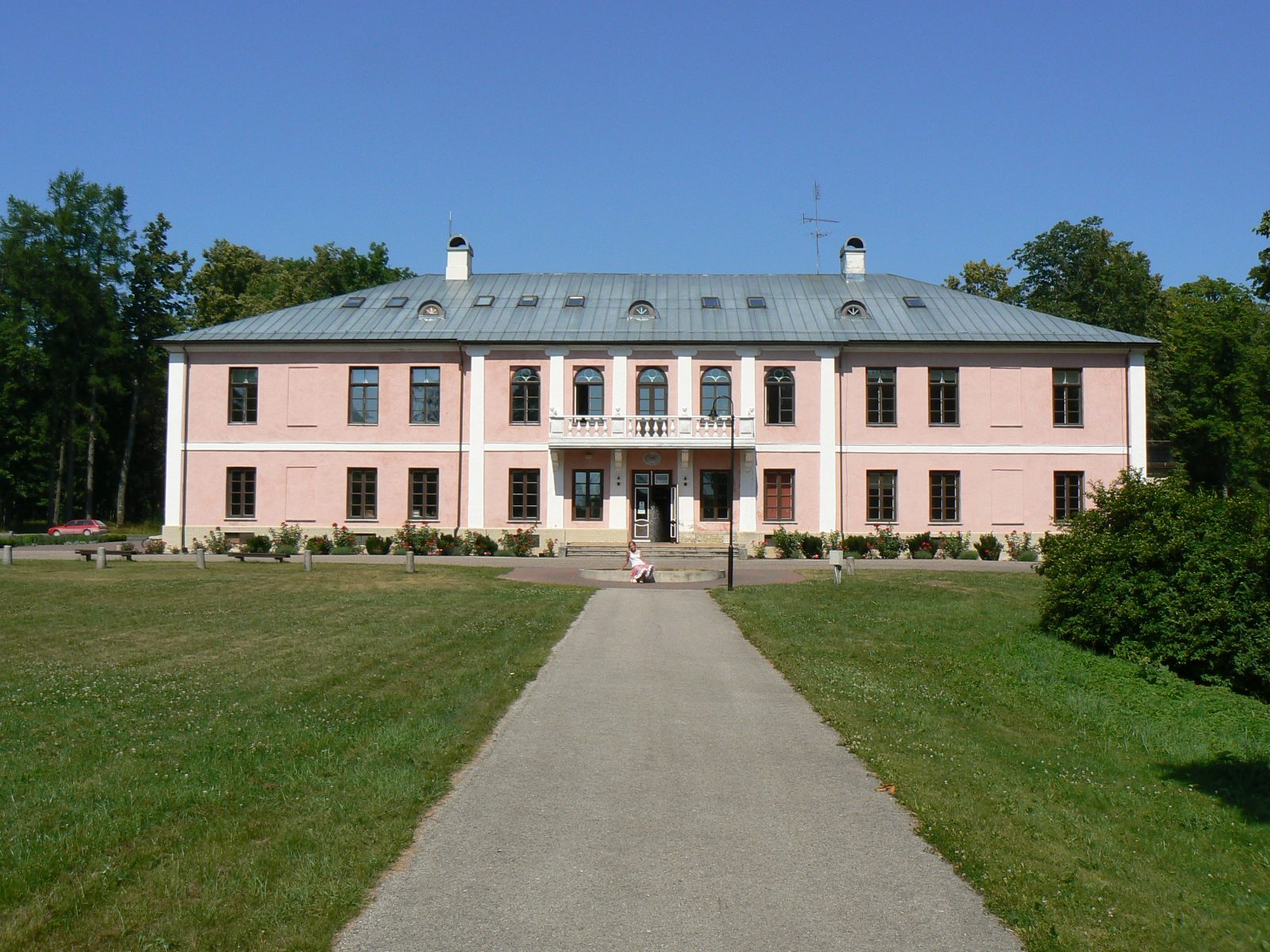
Het landhuis
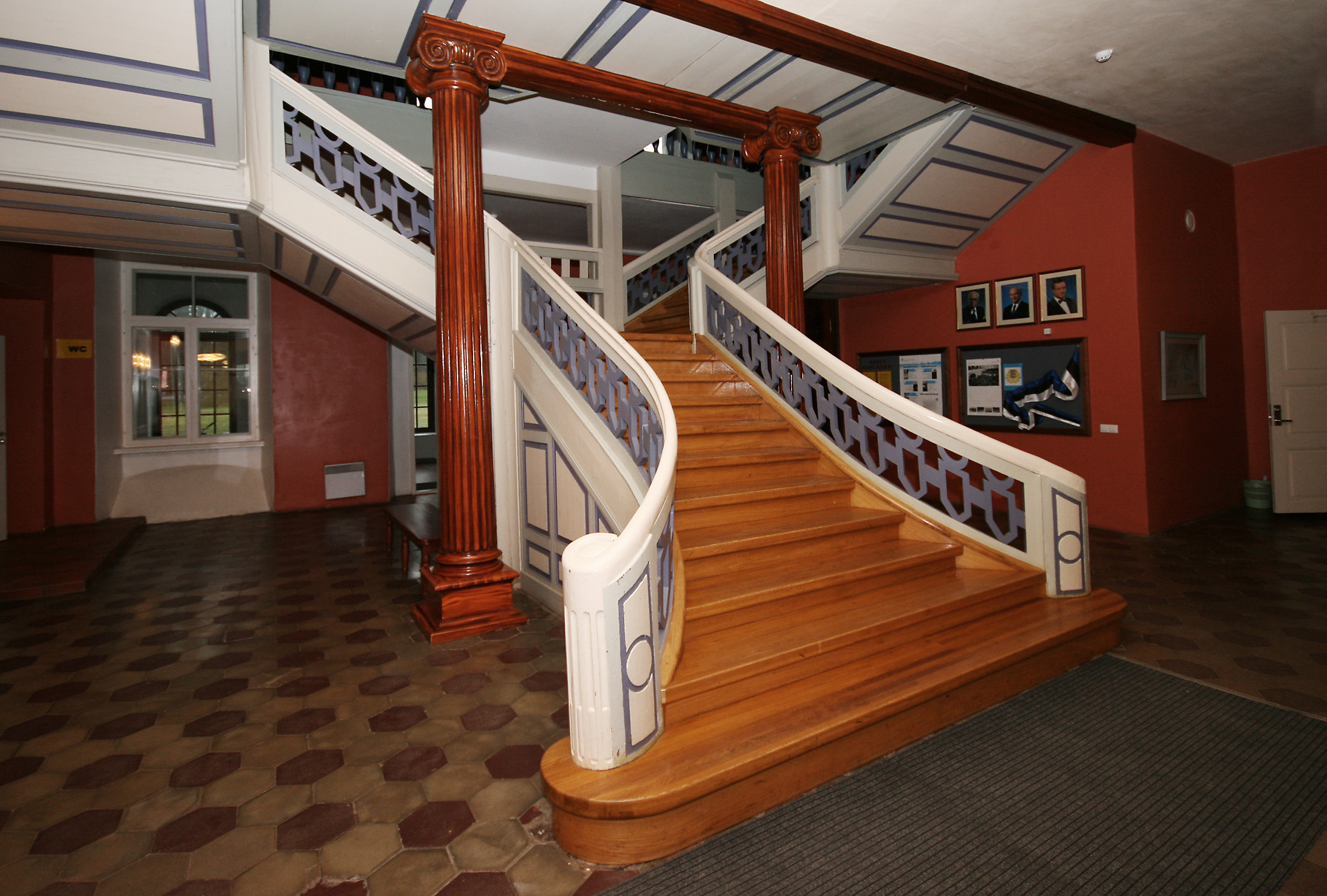
Trappenhuis
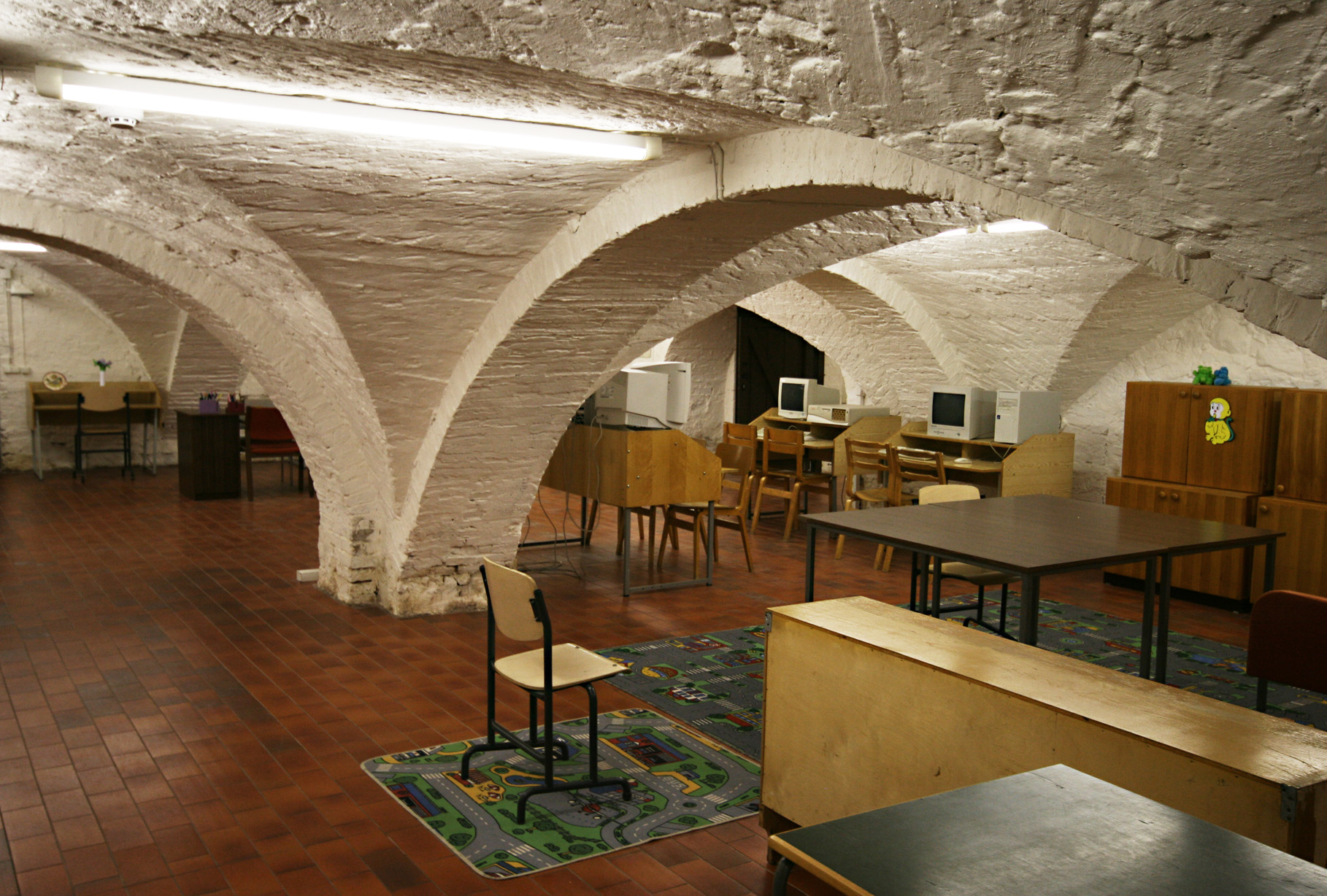
Kelder
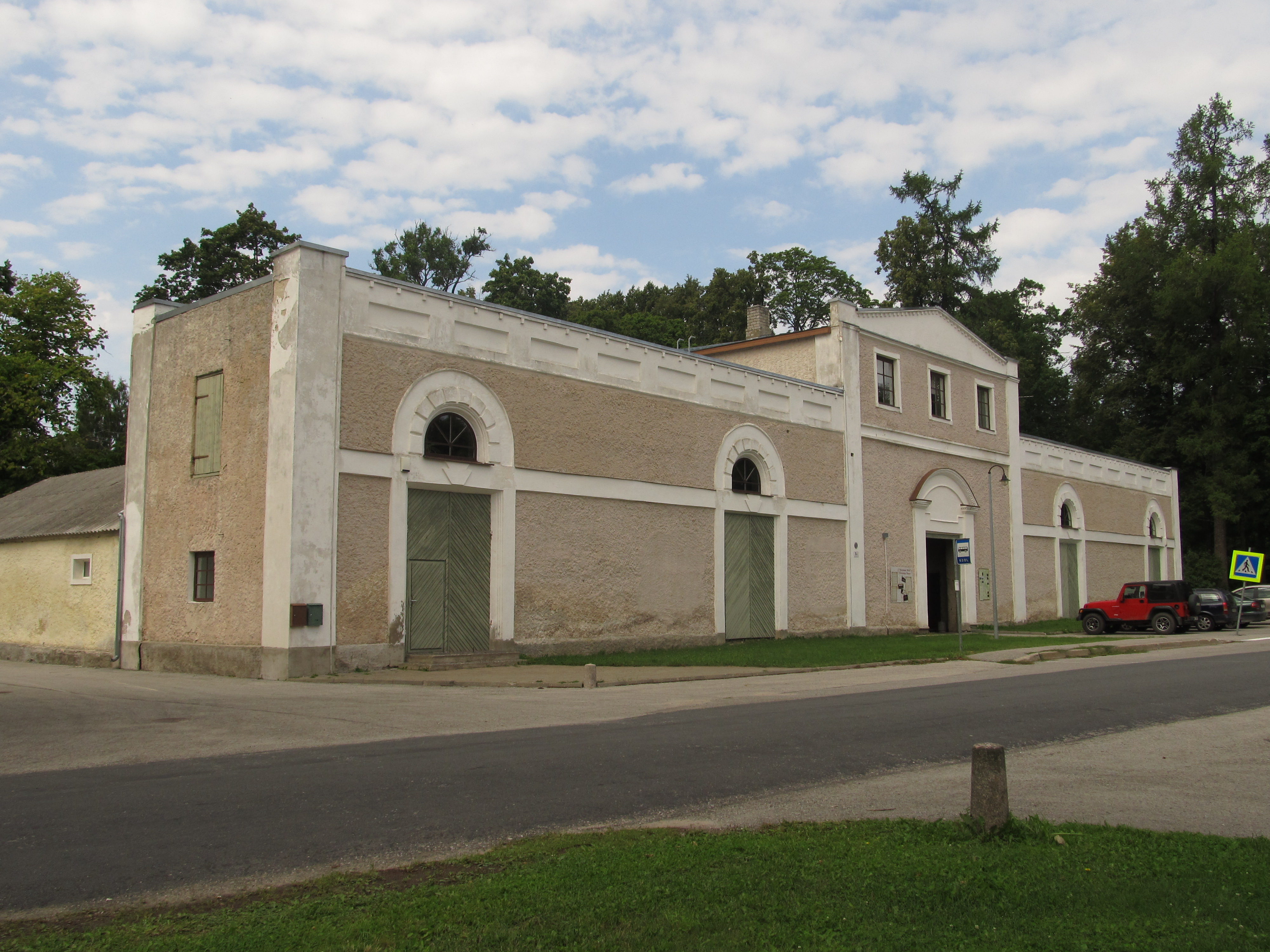
Het vroegere stallencomplex